# برويز مشرف
برويز مشرف (بالأردية: پرويز مشرف) (11 أغسطس 1943 - 5 فبراير 2023) هو سياسي وقائد عسكري باكستاني حمل رتبة جنرال برتبة أربع نجوم وكان الرئيس العاشر لباكستان من عام 2001 حتى قدم استقالته، لتجنب الإقالة في عام 2008. وهو أول حاكم عسكري يقدم للمحاكمة في باكستان بسبب نقضه دستور البلاد. وفي 17 ديسمبر 2019 أصدرت المحكمة حكمًا عليه بالإعدام بعد إدانته بالخيانة العظمى.
ولد مشرف في دلهي خلال عهد الراج البريطاني، ونشأ في كراتشي وإسطنبول. درس الرياضيات في كلية فورمان كريستيان بمدينة لاهور، وكذلك تلقى تعليمه في كلية الدراسات الدفاعية الملكية بالمملكة المتحدة. التحق مشرف بالأكاديمية العسكرية الباكستانية في عام 1961 وانضم بعدها إلى صفوف الجيش الباكستاني في عام 1964، ولعب دورًا نشطًا في الحرب الأهلية الأفغانية. انخرط مشرف حين كان ملازم ثاني في مجريات الحرب الباكستانية الهندية في عام 1965. أصبح قائدًا للواء مدفعية بحلول ثمانينيات القرن العشرين. رُقي مشرف إلى رتبة لواء خلال التسعينيات وكلِف بقيادة فرقة للمشاة، وقاد مجموعة الخدمات الخاصة. سرعان ما شغل بعدها منصب نائب للسكرتير العسكري ومديرًا عامًا للعمليات العسكرية.
برز نجمه على الساحة الوطنية حين رقاه رئيس الوزراء نواز شريف إلى رتبة فريق أول في عام 1998، وهو ما جعله قائدًا للقوات المسلحة. قاد مشرف عملية التسلل إلى كارجيل التي كادت أن تفضي إلى اندلاع حرب كاملة بين الهند وباكستان في عام 1999. حاول شريف عزل مشرف عن منصبه كقائد للجيش بعد أشهر من الخلافات بين الاثنين، ولكن محاولته باءت بالفشل. وردًا على ذلك، دبر الجيش انقلابًا في عام 1999 مما سمح لمشرف الاستيلاء على سدة الرئاسة في باكستان عام 2001. ووضِع بعدها شريف رهن الإقامة الجبرية المشددة قبل المباشرة باتخاذ الإجراءات الجنائية الرسمية بحقه.
ظل مشرف في بادئ الأمر رئيسًا لهيئة الأركان المشتركة ورئيسًا لأركان الجيش، ولكنه تنازل بعدها عن منصبه الأول عقب تأكيده رئيسًا للبلاد. بيد أنه ظل رئيسًا لأركان الجيش إلى حين تقاعده في عام 2007. تخلل المراحل الأولى من رئاسته فوزين مثيرين للجدل وأولهما في استفتاءٍ منحه حدًا لفترة ولايته بمقدار خمس سنوات والآخر في الانتخابات العامة التي أقيمت في عام 2002. كان مشرف من مؤيدي سياسة الطرف الثالث خلال فترة ولايته الرئاسية إذ اعتمد توليفًا جامعًا ما بين المحافظة والاشتراكية. أعاد مشرف اعتماد الدستور في عام 2002 بيد أنه خضع لتعديلات واسعة بموجب ما نص عليه أمر إطار العمل القانوني. عين ظفر الله جمالي ومن بعده شوكت عزيز في منصب رئاسة الوزراء، وأشرف على السياسات الموجهة لمكافحة الإرهاب مما جلعه من اللاعبين الأساسيين في الحرب التي قادتها الولايات المتحدة على الإرهاب.
سعى مشرف إلى توطيد الليبرالية الاجتماعية في إطار برنامجه للاعتدال المتنور وعمل على تعزيز التحرير الاقتصادي، وذلك في الوقت الذي حظر فيه النقابات التجارية. تزامنت رئاسة مشرف مع ارتفاع معدل الناتج المحلي الإجمالي للبلاد بنسبة 50% تقريبًا، وذلك في الوقت الذي انخفضت فيه قيمة المدخرات المحلية بالتوازي مع ارتفاع معدل التفاوت الاقتصادي بشكل متسارع. كذلك واجهت حكومة مشرف اتهامات بارتكابها انتهاكات لحقوق الإنسان. نجا مشرف خلال فترة رئاسته من عدة محاولات اغتيال كانت قد استهدفته. ضعف موقف مشرف بصورة كبيرة بعد رحيل عزيز عن منصبه رئيسًا للوزراء والموافقة على تعليق القضاء في عام 2007. قدم مشرف استقالته تفاديًا لعزله من منصبه في عام 2008، وهاجر بعدها إلى لندن التي اختارها كمنفى فرضه على نفسه. يعد إرثه كقائد متفاوتًا إذ شهد عهده ظهور طبقة وسطى أكثر قوة، ولكن تجاهله الصريح للمؤسسات المدنية أدى إلى إضعاف الديمقراطية في باكستان إلى حد كبير.
عاد مشرف إلى باكستان للمشاركة في الانتخابات العامة التي أقيمت في عام 2013، ولكنه منِع من المشاركة بعد إصدار محاكم البلاد العليا لمذكرتي اعتقال بحقه وبحق عزيز بتهمة ضلوعهما المزعوم في اغتيال كل من أكبر شهباز بهتي وبينظير بوتو. رفع شريف تهم الخيانة العظمى بحق مشرف عقب إعادة انتخابه رئيسًا في عام 2013، وذلك بسبب تطبيق مشرف لقانون الطوارئ وتعليقه العمل بالدستور في عام 2007. استمرت متابعة القضية المرفوعة بحق مشرف بعد خلع شريف من منصبه في عام 2017، وذلك في نفس العام التي أعلِن فيها «فارًا من وجه العدالة» في قضية اغتيال بينظير بوتو بحكم انتقاله إلى دبي. صدر حكم غيابي بالإعدام بحق مشرف بتهمة الخيانة في عام 2019، بيد أن محكمة لاهور العليا أسقطت حكم الإعدام بحقه فيما بعد.

## النشأة

### الهند البريطانية
ولد مشرف لعائلة متحدثة باللغة الأردية في مدينة دلهي بالهند البريطانية يوم 11 أغسطس عام 1943، وهو ابن سيد مشرف الدين وزوجته بيغوم زارين مشرف (نحو عام 1920 - 2021). كانت عائلته مسلمة من السادة ممن ادعوا انحدار أصولهم للنبي محمد. تخرج سيد مشرف من جامعة عليكرة الإسلامية، ودخل سلك الخدمة المدنية الذي كان يعد من الوظائف المرموقة بشدة إبان فترة الحكم البريطاني. انحدر مشرف من سلالة عائلية طويلة من المسؤولين الحكوميين إذ كان جده الأكبر جابيًا للضرائب في حين كان جده من طرف أمه قاضيًا. ولدت والدة مشرف زارين في مطلع عشرينيات القرن العشرين ونشأت في مدينة لكناو حيث تلقت تعليمها هناك لتتخرج بعدها من كلية إندرابراستها بجامعة دلهي حاصلةً على درجة بكالوريوس في تخصص الأدب الإنكليزي. تزوجت زارين بعدها وكرست نفسها لتربية عائلتها. أما والده سيد فكان يعمل محاسبًا لدى وزارة الخارجية في الحكومة الهندية البريطانية، وأضحى في نهاية المطاف مديرًا للمحاسبة.
كان مشرف الثاني من أخوته الثلاثة الذين كان جميعهم فتيانًا. كان شقيقه الأكبر جاويد مشرف عالم اقتصاد مقيم في روما وأحد مدراء الصندوق الدولي للتنمية الزراعية. أما شقيقه الأصغر نوید مشرف فهو عالم تخدير مقيم في ولاية إلينوي بالولايات المتحدة.
عاشت عائلة مشرف في وقت ولادته ضمن منزل كبير كان يعود لعائلة والده لسنوات عدة ويطلق عليه اسم نيهار والي هافيلي والتي تعني «المنزل الواقع إلى جانب القناة». كانت عائلة السير سيد أحمد خان تقيم في منزل قريب عليهم. تشير صكوك ملكية المنزل إلى التعليم الغربي الذي نالته العائلة بالإضافة إلى مكانتها الاجتماعية إذ وقّع والد مشرف هذه الصكوك بالإنكليزية، وذلك رغم كتابتها بالأردية بصورة كاملة.

### باكستان وتركيا
كان مشرف في الرابعة من عمره حين حققت الهند استقلالها وأنشِأت باكستان بوصفها موطنًا لمسلمي الهند. هاجرت عائلة مشرف إلى باكستان قبيل بضعة أشهر من إعلان الاستقلال في شهر أغسطس من عام 1947. التحق والده بسلك الخدمة المدنية الباكستاني مباشرًا العمل لدى الحكومة الباكستانية، وبعدها انضم والده إلى وزارة الخارجية وتولى فيها مهمة بتركيا. يستفيض مشرف في ذكر تجربته الأولى مع الموت بعد سقوطه من شجرة منغا في سيرته الذاتية التي تحمل عنوان «في خط النار: مذكرة».
انتقلت عائلة مشرف إلى أنقرة بعدما أصبح والده عضوًا في الوفد الدبلوماسي الذي بعثته باكستان إلى تركيا  في عام 1949. تعلم مشرف تحدث اللغة التركية. وكان لديه كلب يدعى وسكي وهو ما جعله من محبي الكلاب طوال حياته. مارس الرياضة في شبابه. غادر تركيا في عام 1956 وعاد إلى باكستان في عام 1957 ليلتحق بمدرسة القديس باتريك بمدينة كراتشي، وقبِل بعدها بكلية فورمان كريستيان التابعة لجامعة لاهور. اختار مشرف الرياضيات تخصصًا له في كلية فورمان والتي تميز فيها على الصعيد الأكاديمي، ولكنه طور اهتمامًا بالعلوم الاقتصادية فيما بعد.

## الحياة السياسية
أصبح رئيسًا لباكستان في 20 يونيو 2001 وذلك بعد سنتين من قيادته الجيش للانقلاب على رئيس الوزراء آنذاك نواز شريف، وقد أعاد بانقلابه هذا الجيش إلى سدة الحكم بعد غياب زاد عن عشر سنوات أي منذ موت الجنرال ضياء الحق في عام 1988. وظل يتولى الرئاسة حتى أعلن في خطاب متلفز في يوم 18 أغسطس 2008 عن استقالته وذلك قبيل جلسة للبرلمان كان الائتلاف الحاكم يعتزم فيها مساءَلته تمهيداً لعزله.

### استقالته
في 18 اغسطس لعام 2008 أعلن برويز مشرف استقالته قبل مساءَلة وشيكة كان الائتلاف الحاكم أعلن اعتزامه القيام بها، وفي كلمة أذاعها التلفزيون واستمرت لمدة ساعة دافع مشرف عن حكمه الذي استمر نحو 9 أعوام، ورفض المزاعم الموجهة ضده، ولكنه قال إنه يترك منصبه بعد مشاورات مع المستشارين القانونيين والأنصار السياسيين المقربين منه، وبناء على نصيحتهم اتخذ قرار الاستقالة وأعلن أنه سيرسل استقالته إلى رئيس الجمعية الوطنية (البرلمان) اليوم.

### اعترافاته
كان لعملية هدم المسجد الأحمر بالغ الأثر على مستقبل الرئيس الباكستاني برويز مشرف في الحكم وقد اعترف بذلك بنفسه قائلا: إن سبب فقدانه السلطة يعود إلى إعطائه الأوامر باقتحام المسجد الأحمر في إسلام أباد خلال يوليو 2008. وقال إن تلك العملية حولته من «بطل إلى صفر».

### حكم الإعدام
بتاريخ 17 ديسمبر 2019 قضت المحكمة الخاصة في إسلام أباد بإعدامه بعد إدانته بالخيانة العظمى، وترجع القضية إلى نوفمبر 2007، حيث قام مشرف بتعليق العمل بالدستور وفرض حالة الطوارئ في البلاد، في خطوة منه لتمديد فترة حكمه ومواجهة المعارضين له، مما أثار الجدل والاحتجاجات ضده، واضطر للاستقالة عام 2008 لتفادي محاكمته وعزله. وبعد انتخاب نواز شريف رئيسا للوزراء في 2013، والذي يعتبر خصم مشرف القديم، حيث أطاح به في انقلاب في 1999، بادر شريف إلى محاكمة مشرف بتهمة الخيانة، وفي مارس 2014 وجهت تهمة الخيانة العظمى إلى برويز مشرف الذي اعتبر أن الدافع وراء القضية سياسي، وحسب قوله إن ما اتخذه من إجراءات في 2007 كان بعد موافقة الحكومة ومجلس الوزراء. ولكن المحاكم رفضت تبريره هذا، واتهمته بالتصرف بشكل غير قانوني.

## وفاته
توفي برويز مشرف في اليوم الخامس من فبراير عام 2023 عن عمر ناهز التاسعة والسبعين في مستشفى دبي الأمريكي في الإمارات العربية المتحدة بعد صراع طويل مع مرض الداء النشواني.

## روابط خارجية
- برويز مشرف على موقع IMDb (الإنجليزية)
- برويز مشرف على موقع الموسوعة البريطانية (الإنجليزية)
- برويز مشرف على موقع مونزينجر (الألمانية)
- برويز مشرف على موقع إن إن دي بي (الإنجليزية)
- برويز مشرف على موقع ديسكوغز (الإنجليزية)
- برويز مشرف على موقع قاعدة بيانات الفيلم (الإنجليزية)
- برويز مشرف على موقع كينوبويسك (الروسية)